# Donjon Lacataye
Le donjon Lacataye est un monument situé à Mont-de-Marsan, dans le département français des Landes. Il ne s'agit pas d'un « donjon » à proprement parler, mais de deux maisons fortes contiguës bien identifiables construites en pierres coquillières à partir de la fin du XIIIe siècle ou au début du XIVe siècle et dotées de créneaux sur leur partie supérieure au XVIe siècle. Il est inscrit aux monuments historiques par arrêté du 22 juillet 1942 et héberge le musée Despiau-Wlérick depuis 1968.

## Localisation
Le monument est situé sur la commune de Mont-de-Marsan, dans le département français des Landes. Édifié dans l'ancien faubourg de Pujolin sur la rive droite du Midou, il en surveillait le cours et défendait le côté oriental de la cité.

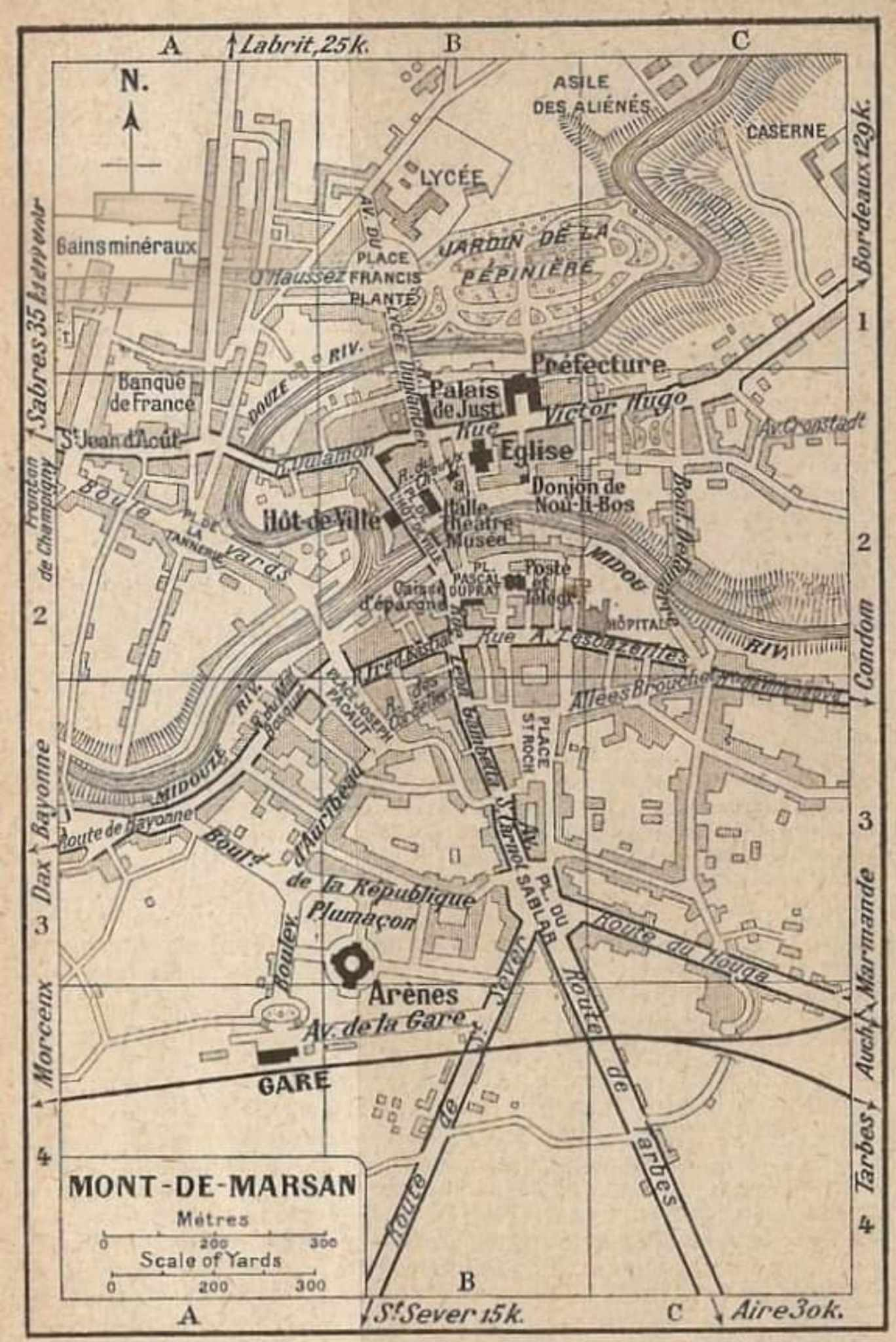
Situation du donjon Lacataye, sur un plan ancien, où il figure sous le nom erroné de « donjon de Nou-li-Bos », par confusion avec l'ancien château de Nolibos qui se situait non loin de là.

## Nom
Le nom de « donjon Lacataye » date de la fin des années 1960, au moment de l'ouverture du musée Despiau-Wlérick en ces lieux afin de mieux le promouvoir. Avant cela, il était d'usage de parler de la « tour la Cataye » ou « tour Pujolin », du nom du quartier, ou bien encore de l'« ancienne caserne Lacaze ».
« Lacataye » vient très probablement d'un mot gascon *captalha o *acaptalha, du latin căpĭtālis (capital, qui tient la tête, qui est le principal). Le mot latin donne captal en ancien gascon (chef, capitaine, seigneur) mais prend aussi le sens de « biens mobiliers, patrimoine » et plus précisément « bestiaux (le mot cheptel a la même origine) et tout le matériel nécessaire à une exploitation agricole ». C'est à rapprocher du mot acaptau, de même origine, qui prend le sens dans les Landes de « tout l'appareil courant du laboureur » (Dictionnaire de Simin Palay, entrée acatàu). Il y a par ailleurs ici une suffixation en -alha (du latin -ācula) qui peut avoir un sens diminutif ou plus vraisemblablement collectif dans le cas présent,.
Il est tout à fait possible que ces maisons aient remplacé une éminence précédente de type motte avec tour, car l'emplacement s'appelle aussi : « pujolin », ce qui est en gascon un surdiminutif du radical pui (mont, colline, élévation) : pujòu (petite colline) puis pujolin (très petite colline) avec connotation hypocoristique ou appréciative. L'un des deux bâtiments aurait été une forteresse abritant la population et un poste d'observation des possibles assaillants.

## Historique
La construction de l'édifice n'est attestée. Elle est attribuée à Marguerite de Moncade, épouse du vicomte de Foix-Béarn, vers 1313, lorsqu'elle décide de se retirer à Mont-de-Marsan près du couvent des Clarisses situé à quelques pas et dont elle se porte protectrice. Mais il est peut-être l'œuvre de son père Gaston VII ou de sa sœur Constance de Moncade à la fin du XIIIe siècle, la chapelle romane associée étant confirmée dès 1277.
Le monument est constitué de deux maisons romanes accolées, ce que l'on voit parfaitement extérieurement ou en entrant dans l'actuel musée dont le mur central comporte des fenêtres romanes, signe que l'une des deux maisons a été élevée avant la seconde. Les maisons, construite à l'intérieur des remparts de Mont-de-Marsan, contribuaient à la surveillance de la ville côté Midou, vers lequel la ville s'étend au XIIIe siècle.
Il semblerait que cet ensemble fortifié servait de poste d'observation et de tour de défense. Les maisons appartenaient aux vicomtes de Marsan, qui les ont délaissées quand ils se sont éloignés de la ville. Au XVIe siècle, on modifie leur partie supérieure et on les dote de créneaux, perdurant leur vocation militaire.
Marguerite de Navarre (sœur de François Ier et grand-mère d'Henri IV) trouve à l'abri des murailles de Mont-de-Marsan, son « ermitage », un lieu de retraite et de recueillement. Elle réside soit à Lacataye, soit au château Vieux. Elle apprécie particulièrement ces lieux pour leur proximité avec le couvent des Clarisses, où elle trouve calme et sérénité. En 1546, elle rédige L'Heptaméron. Le 14 février 1548, jour de mardi gras, elle fait représenter dans une salle de Lacataye La Comédie de Montemarsan, œuvre précieuse et mystique : quatre femmes ont pour nom la Ravie de l'amour de Dieu, la Mondaine, la Superstitieuse et la Sage. La Mondaine et la Superstitieuse se disputent au sujet de leurs mérites ; la Sage intervient pour clarifier le débat. Mais une bergère vient affirmer que son Ami vaut mieux que richesse, science et sagesse.

Et ta lumière
Qui en moi sera toute entière
Comme toi me fera légère
Tu l'as fait et je t'en mercie
Voilà l'état de la bergère
Qui suivant d'amour la bannière
D'autre chose ne se soucie

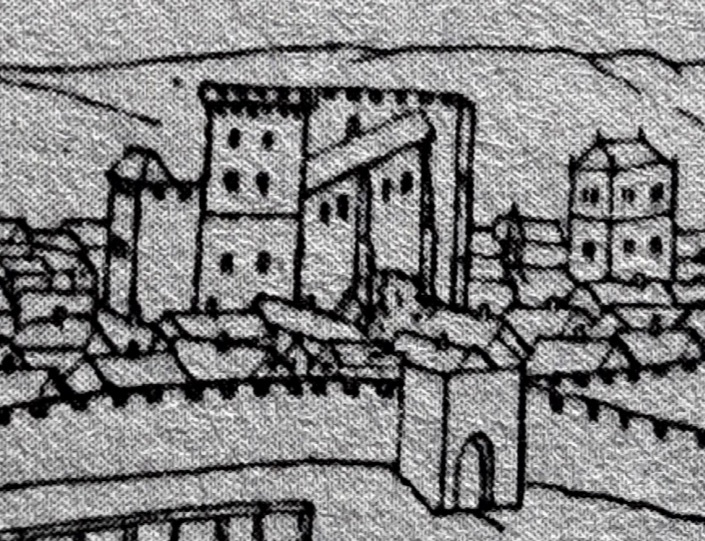
Illustration du Donjon Lacataye, extrait d'un plan du dessinateur flamand Joachim Duviert, début du XVIIe siècle.

En 1560, le gouverneur du château de Nolibos s'installe dans cette maison forte où il trouve des conditions de vie plus confortable que dans la forteresse purement défensive. L'édifice est relativement épargné au moment des guerres de religion et de la Fronde. En 1860, Antoine Lacaze, maire et propriétaire du bâtiment, le lègue à la ville pour y loger les troupes. Le donjon Lacataye devient alors caserne départementale jusqu'à ce que les militaires déménagent à la caserne Bosquet en 1876 ; mais jusqu'en 1900 le bâtiment sert encore d'annexe à la nouvelle caserne et abrite les magasins d'équipements militaires. Il conserve pendant près d'un siècle le nom de Caserne Lacaze, malgré les affectations civiles qui s'y succédèrent : pensionnat de jeunes filles, centre de gymnastique, atelier municipal. Le 11 février 1925, s'y tient la première émission de TSF de la ville.

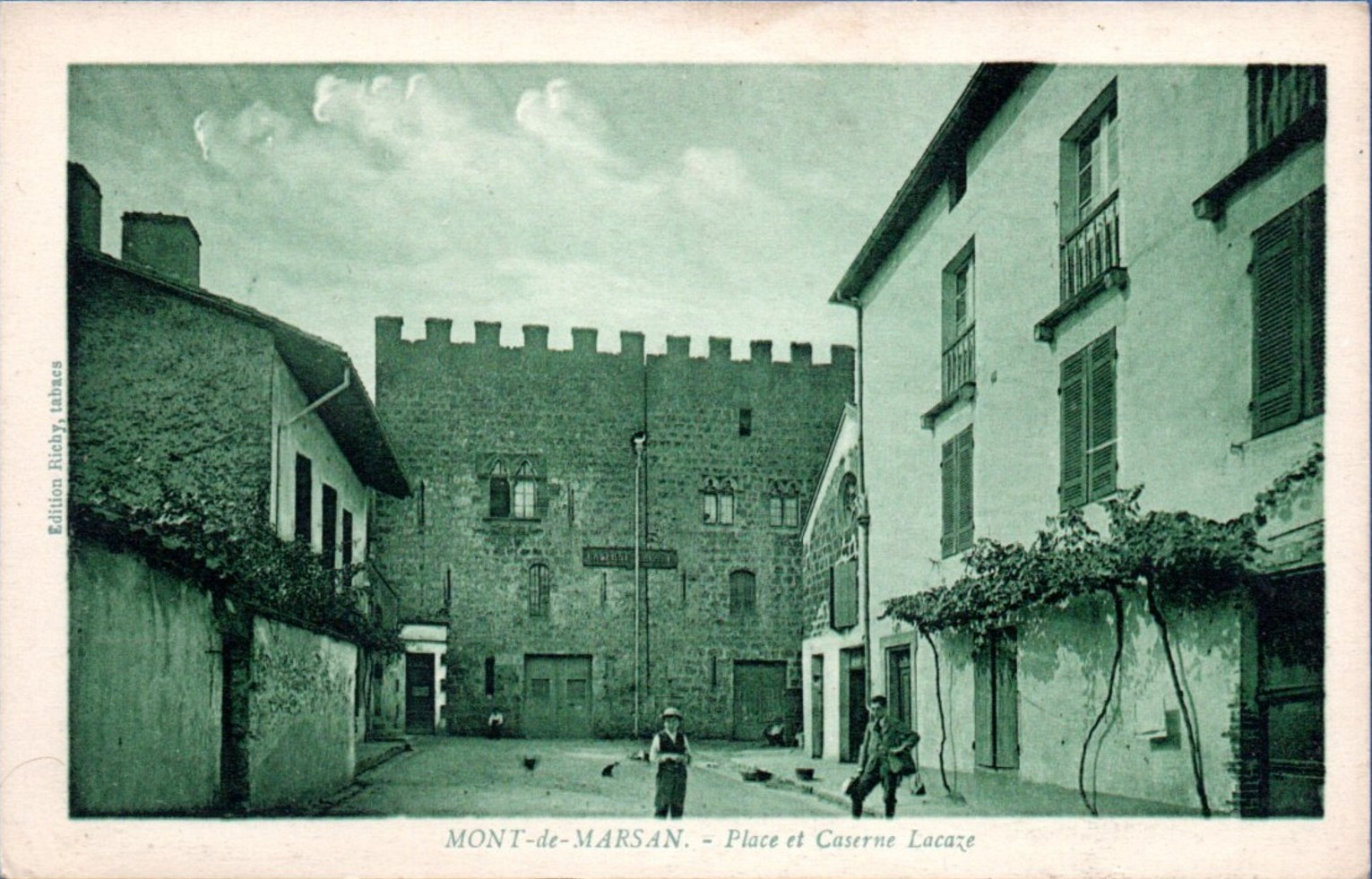
Caserne Lacaze dans le donjon Lacataye.

### De nos jours
Le bâtiment étant restauré en 1963, le musée Despiau-Wlérick y est transféré sur l'initiative de Raymond Farbos, président de l'association des « Amis de Charles Despiau et Robert Wlérick », et du maire Charles Lamarque-Cando ; ce nouveau lieu est inauguré en 1968. Ce musée est consacré à la sculpture figurative de la première moitié du XXe siècle et dédié aux deux artistes montois Charles Despiau et Robert Wlérick.
Une autre maison romane, jadis enserrée dans le rempart, est à 40 m à l'ouest du « donjon ». Ses murs est et ouest, garnis de corbeaux, soutenaient les planchers des maisons voisines disparues. Elle abrite aujourd'hui le musée Dubalen. Mont-de-Marsan compte deux autres maisons romanes fortifiées, souvenir de son système défensif mis en place peu après sa fondation.

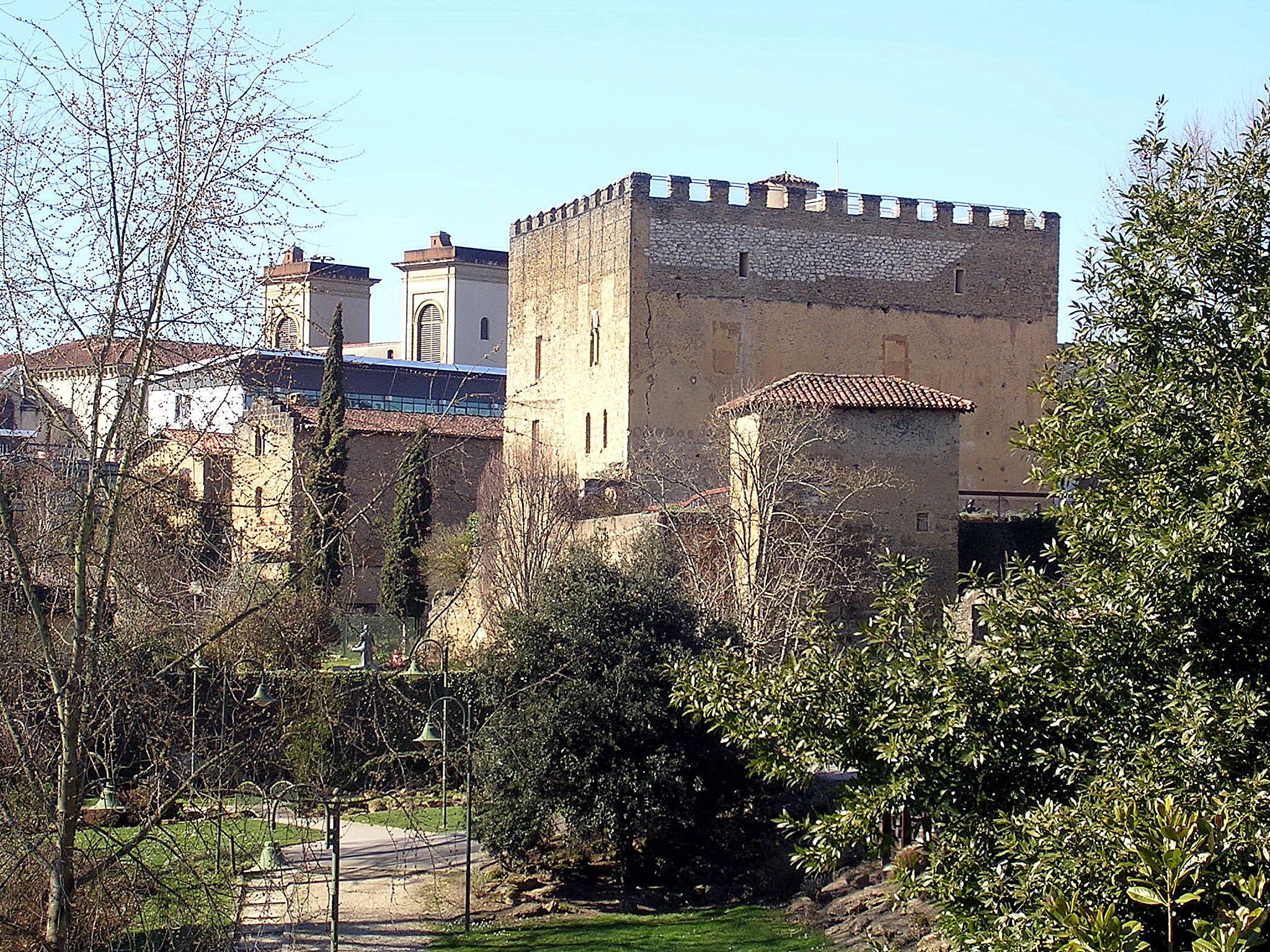
Le donjon Lacataye et les tours de l'église de la Madeleine.
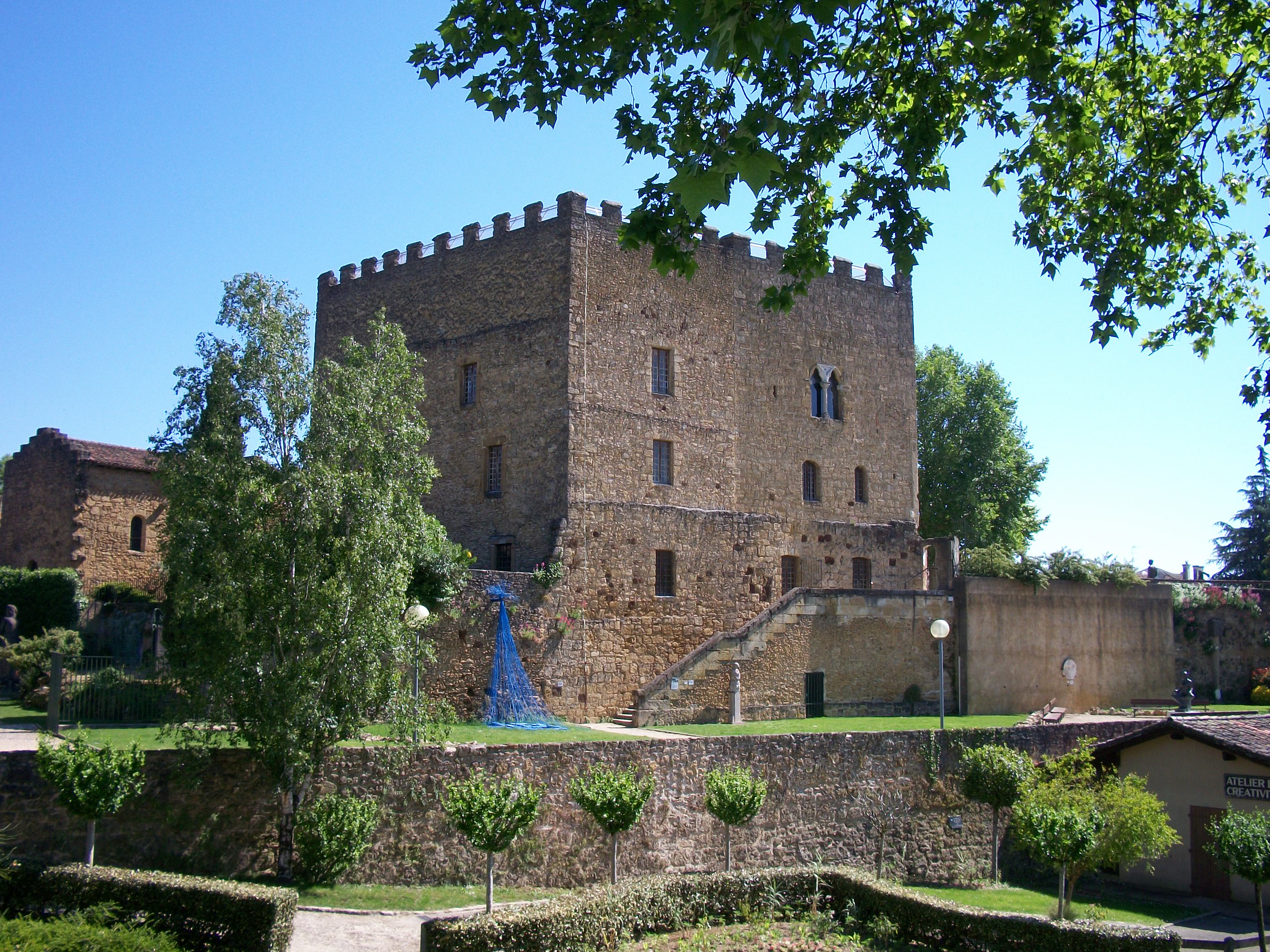
Le donjon Lacataye et l'ancienne chapelle romane.
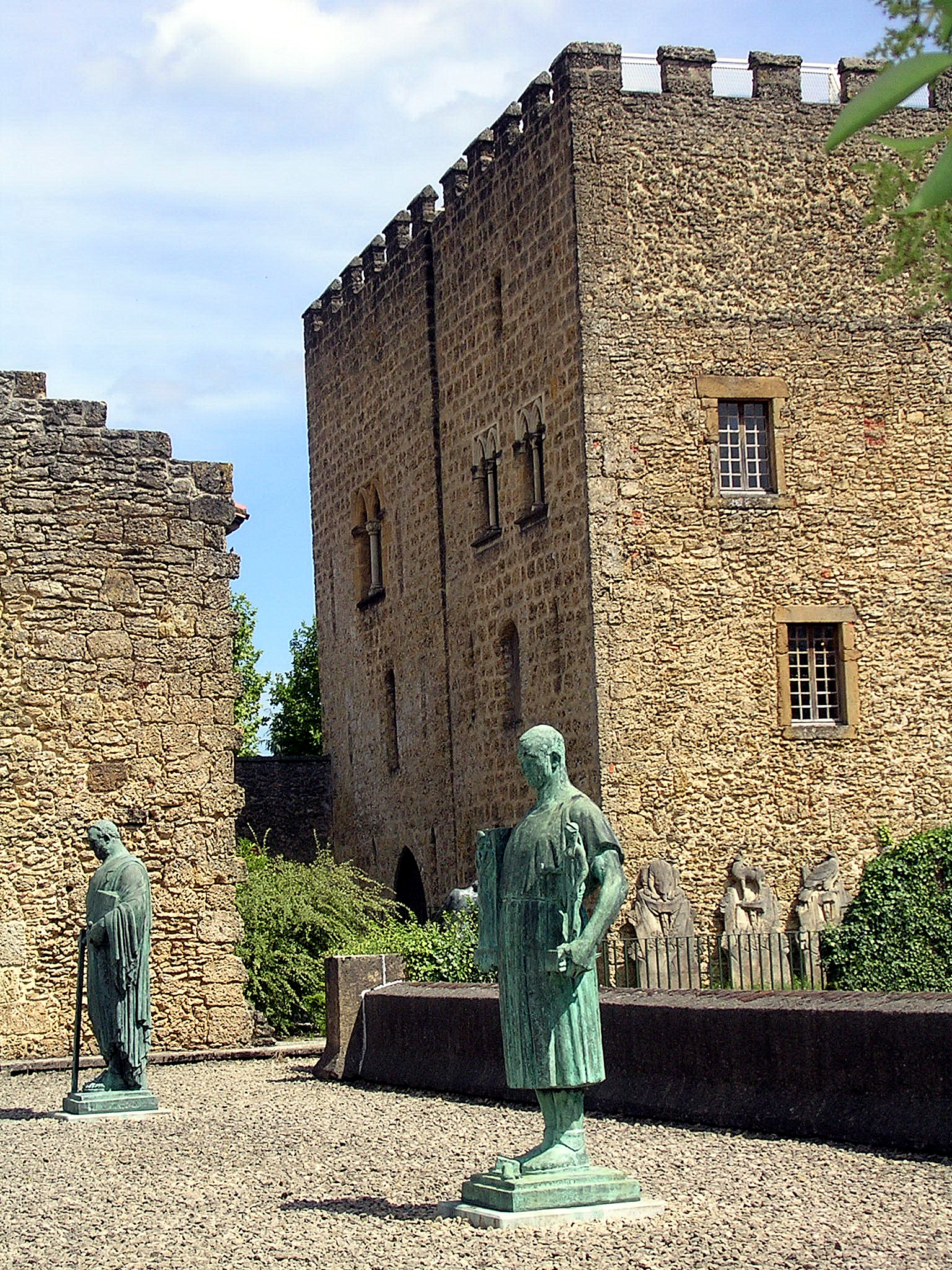
Le donjon Lacataye, entrée du musée Despiau-Wlérick.
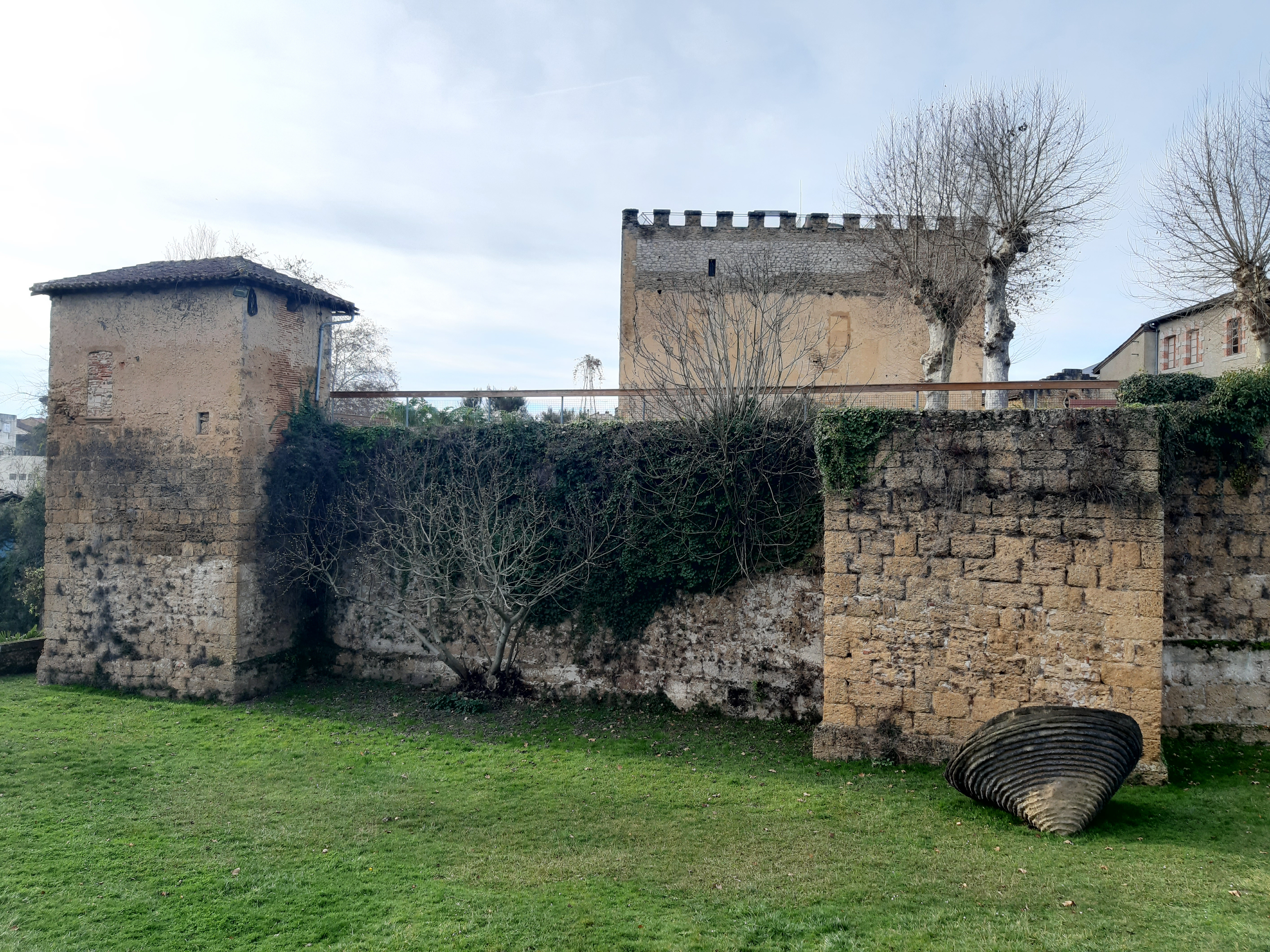
Le donjon Lacataye protégé par les remparts de la ville, vu depuis la promenade du 21-Août-1944.